# Drignac
Drignac est une commune associée d'Ally et une ancienne commune française, située dans le département du Cantal en région Auvergne-Rhône-Alpes.

## Histoire
Elle a fusionné en 1973 avec les communes d'Ally et Brageac. En 1985, Brageac est redevenue une commune à part entière. La commune avait une superficie de 5,73 km2.

## Administration

### Maires délégués
Drignac étant une commune associée, elle dispose d'un maire délégué.
| Période                                  | Période | Identité    | Étiquette      | Qualité       |
| ---------------------------------------- | ------- | ----------- | -------------- | ------------- |
| 2022                                     | 2026    | Arnaud Bony | Sans étiquette | Maire délégué |
| Les données manquantes sont à compléter. |         |             |                |               |

### Maires
| Période                                  | Période | Identité | Étiquette | Qualité |
| ---------------------------------------- | ------- | -------- | --------- | ------- |
|                                          |         |          |           |         |
| Les données manquantes sont à compléter. |         |          |           |         |

## Démographie
| 1793 | 1800 | 1806 | 1821 | 1831 | 1836 | 1841 | 1846 | 1851 |
| ---- | ---- | ---- | ---- | ---- | ---- | ---- | ---- | ---- |
| 489  | 411  | 569  | 391  | 263  | 282  | 261  | 313  | 300  |

| 1856 | 1861 | 1866 | 1872 | 1876 | 1881 | 1886 | 1891 | 1896 |
| ---- | ---- | ---- | ---- | ---- | ---- | ---- | ---- | ---- |
| 270  | 272  | 302  | 300  | 278  | 305  | 390  | 263  | 287  |

| 1901 | 1906 | 1911 | 1921 | 1926 | 1931 | 1936 | 1946 | 1954 |
| ---- | ---- | ---- | ---- | ---- | ---- | ---- | ---- | ---- |
| 286  | 292  | 325  | 264  | 260  | 235  | 236  | 219  | 203  |

| 1962 | 1968 | 1975 | 1982 | 1990 | 1999 | 2008 | 2013 | - |
| ---- | ---- | ---- | ---- | ---- | ---- | ---- | ---- | - |
| 208  | 183  | -    | -    | -    | -    | 87   | 82   | - |

Histogramme

(élaboration graphique par Wikipédia)

## Lieux et monuments
- L'église Saint-Babylas
- La croix de Saint-Babet[3]